# Odontochodaeus maxillosus
Odontochodaeus maxillosus är en skalbaggsart som beskrevs av Leon Fairmaire 1868. Odontochodaeus maxillosus ingår i släktet Odontochodaeus och familjen Ochodaeidae. Inga underarter finns listade i Catalogue of Life.